# Legal Practice Course
Der Legal Practice Course (LPC) ist ein praxisbezogenes postgraduales Studium der Rechtswissenschaften in England und Wales.
Der LPC dient dem Übergang von rein theoretischer Juristenausbildung an der Universität mit Abschluss als Bachelor der Rechtswissenschaften (LL.B.) in die Praxis der Anwaltskanzlei. Der Besuch des LPC ist eine notwendige Bedingung für die Zulassung als Solicitor in England und Wales.
Das Vollzeitstudium dauert ein Jahr, es kann auch als zweijähriges Teilzeitstudium absolviert werden. Neben Pflichtfächern wie Wirtschaftsrecht und Immobilienrecht können die Studenten zwecks Profilbildung verschiedene Schwerpunktmodule wählen, etwa in den Bereichen Banking, Corporate, Familienrecht, Geistiges Eigentum oder Private Client. Die Kurse werden von der Solicitors Regulation Authority reguliert.
Der LPC ist kein LL.M. und kein Mastergrad, wobei mittlerweile verschiedene LPC-anbietende Universitäten wie die University of Law ein kombiniertes LPC/LLM-Studium anbieten. Der Unterschied zwischen dem LPC und dem LL.M. liegt darin, dass letzterer ein akademischer Grad ist, während der LPC den Absolventen auf die Praxis vorbereitet.
Im Unterschied zum Bar Vocational Course (BVC) bereitet der LPC auf die Bürotätigkeit in der Anwaltskanzlei vor, denn dies ist auch das traditionelle Berufsbild des Solicitor. Der BVC dagegen ist die traditionelle Vorbereitung auf die Tätigkeit im Gericht. Daraus ergibt sich auch die traditionelle Arbeitsteilung zwischen dem in der Anwaltskanzlei arbeitendem Solicitor und dem im Gericht agierenden Barrister.
Die Ausbildung eines englischen Solicitors umfasst normalerweise ein dreijähriges Vollzeitstudium mit Abschluss als Bachelor der Rechtswissenschaften (LL.B.) und ein Jahr Vollzeitstudium im LPC. Danach folgen zwei Jahre praktische Ausbildung in einer Anwaltskanzlei oder Rechtsabteilung eines Unternehmens im Rahmen eines Training contract und schließlich die Zulassung als Solicitor.